# Янгелька
Янгелька — река в Башкортостане и Челябинской области. Правый приток Урала.
Высота устья — 316 м над уровнем моря. Уклон реки — 1,7 м/км.
Длина реки — 73 км, площадь бассейна — 1120 км².

## Описание
Вытекает из озера Банное (438 м абс.) в Абзелиловском районе Башкортостана и течёт на юго-восток. Обтекая гору Багыштау с востока, принимает правый приток Каран. Протекает по окраине деревни Елимбетово, затем у Таштимерово принимает правый приток Мусык. Протекая западнее Михайловки, впадает в озеро Чебаркуль (181,9 м абс.).
Выходя из озера на юге, Янгелька пересекает автодорогу Магнитогорск — Аскарово у села Давлетово и минует Янги-Аул, после чего принимает правые притоки Кумаксаз, Суйынтапкан и ручей Топкий. Далее протекает вдоль населённых пунктов Гусево, Авняш, Борисово (здесь впадает левый приток Тоштуй), Янгельское, Первомайский и пересекает ж.-д. ветку Магнитогорск — Сибай.
В низовьях течёт по Агаповскому району Челябинской области. Здесь на левом берегу расположен посёлок Новоянгелька. Ниже река пересекает автодорогу Магнитогорск — Сибай и впадает в Урал по правому берегу в 1,5 км выше посёлка Янгельский, на 2091-м км от устья.
В бассейне также расположены аэропорт Магнитогорск, сёла Красная Башкирия (частично), Тупаково, Озёрное, Абзелилово, Таштуй и другие.

## Гидрология
Река с преимущественно снеговым питанием. Среднегодовой расход воды в устье 4,5 м³/с.
Скорость течения 0,4-0,6 м/с. В верховьях русло каменистое, шириной 8-10 м, в среднем течении умеренно извилистое, песчано-галечное, шириной 10-15 м.
Лесистость территории водосбора 80 %, заболоченность 1 %. Рельеф равнинный. Верховья и средняя часть бассейна покрыта луговыми степями и лесами; низовья — ковыльно-разнотравными степями и пашнями.

## Притоки
(от устья, в скобках указана длина в км)
- 40 км пр: Кумаксаз (13)
- оз. Чебаркуль пр: Могак (23)
- 63 км пр: Мусык (13)
- 70 км пр: Каран (12)

Озёра в бассейне: Сабакты, Банное, Суртанды, Мулдаккуль, Чебаркуль.

## Данные водного реестра
По данным государственного водного реестра России относится к Уральскому бассейновому округу, водохозяйственный участок реки — Урал от Магнитогорского гидроузла до Ириклинского гидроузла. Речной бассейн реки — Урал (российская часть бассейна).
Код водного объекта в государственном водном реестре — 12010000312112200001892.